# Yes (Mika Nakashima)
Yes è un album in studio della cantante giapponese Mika Nakashima, pubblicato nel 2007.

## Tracce
1. I Love You (Album Ver.)
2. Mienai Hoshi (見えない星)
3. Sunao na Mama (素直なまま)
4. Cry No More
5. All Hands Together
6. Dance With The Devil
7. Black & Blue
8. Joy
9. The Dividing Line
10. My Sugar Cat
11. Yogoreta Hana (汚れた花)
12. Going Back Home
13. Kinenka (祈念歌)
14. What a Wonderful World